# Emmelia hemixanthia
Emmelia hemixanthia is een vlinder van de familie van de uilen (Noctuidae). De wetenschappelijke naam van deze soort is voor het eerst voorgesteld als Tarache hemixanthia door George Francis Hampson in een publicatie uit 1910.
De soort komt voor in tropisch Afrika waaronder Nigeria, Ethiopië, Oeganda, Kenia, Tanzania, Namibië en Zuid-Afrika.